# Орлин Горанов
Орлин Александров Горанов е известен български поп, оперен певец и телевизионен водещ. От 80-те години на XX век той се утвърждава като един от най-успешните изпълнители на българската сцена.

## Биография
Роден е на 8 август 1957 г. в Берковица. Възпитаник е на хор „Бодра смяна“. Музикалната му дарба и великолепните гласови данни са открити от Стефан Диомов по време на военната му служба в Ансамбъла на ГУСВ, чийто солист остава до 1985 г.
През годините, в които се провежда конкурсът „Мелодия на годината“, е един от водещите (от 1986 г.). През 80-те и 90-те години особено популярен е дуетът му с Кристина Димитрова.
Още при дебюта си на „Младежкия конкурс за забавна песен“ през 1978 г. печели „Първа награда“ – с представената от него песен „Интимно“ (муз. Стефан Диомов).
През следващите няколко години се утвърждава сред водещите певци в българската поп музика, наричана по онова време естрадна. За създаването на елегантния му стил допринася и сътрудничеството му с Александър Бръзицов.
Едно от емблематичните му изпълнения е на песента „Светът е за двама“ (1982 г.) по музика на Мария Нейкова и текст на Димитър Точев, а сред международните му награди, които получава в началото на 80-те години са: „Първа награда“ на „Шлагерфестивал“ в Дрезден, „Трета награда“ на „Интерталант“ в Прага, Голямата награда „Златният Орфей“ и др.
Завършва Музикалния факултет на Българската държавна консерватория през 1990 г. в класа на Констанца Вачкова. От 1989 г. е солист на Пловдивската опера.
Има постоянни ангажименти във „Фридрихщатпалас“ в Берлин, Германия от 1994 г. Изпълнява теноровите партии в много италиански опери: „Травиата“, „Трубадур“, „Аида“, „Риголето“ и „Отело“ от Джузепе Верди, „Бохеми“ и „Мадам Бътерфлай“ от Джакомо Пучини и др. По това време поддържа своята популярност в България главно чрез дуета си с Кристина Димитрова, с който има издадени няколко албума.
Осъществява концертни турнета в СССР, ГДР, Австрия, Италия, Испания, Унгария, Чехословакия и др.
През 2010 г. участва във филма „Мисия Лондон“ като Президентът, един от главните герои. Орлин Горанов е ангажиран и с обществена дейност. През 2009 г. става член на Ордена на рицарите-тамплиери.
През 2017 г. започва концертно турне „Обичам българската музика“ заедно със своята колежка Маргарита Хранова, под съпровода на Плевенската филхармония и Държавна опера – Бургас. Идеята и сценария е на Юлия Манукян, както и Левон Манукян (диригент), Даниел Желев (ударни) и Иво Дуков (пиано). Те реализират над 50 концерта в цялата страна.
Музика за него са писали Зорница Попова, Тончо Русев, Морис Аладжем, Мария Нейкова, Стефан Диомов, Александър Йосифов, Александър Бръзицов, Кристиян Бояджиев, Вили Казасян, Иван Пеев, Атанас Косев и много други.
От 7 септември 2020 г. до 12 юли 2024 г. е водещ на телевизионната викторина „Последният печели“, излъчваща се по БНТ 1.
През 2021 година участва в инициативния комитет, издигнал кандидатурата на Румен Радев за втори мандат като президент.

## Награди
| Година | Награда                               | Песен / Композитор                           | Фестивал                                                           | Град / Държава      |
| ------ | ------------------------------------- | -------------------------------------------- | ------------------------------------------------------------------ | ------------------- |
| 2005   | I награда                             | „Ад и Рай“ (муз. Димитър Пенев)              | Радиоконкурс „Пролет“                                              | София               |
| 2004   | Голямата награда с Кристина Димитрова | „Да можех“ (муз. Явор Кирин)                 | Фестивал за забавна песен „Бургас и морето“                        | Бургас              |
| 2000   | Награда на публиката                  | „Пясъчно момиче“ (муз. Росалин Наков)        | Фестивал за забавна песен „Бургас и морето“                        | Бургас              |
| 1999   | Голямата награда                      | „Мъжка песен“ (муз. Захари Георгиев)         | Международен фестивал „Златният Орфей“                             | Слънчев бряг        |
| 1999   | I награда с Васил Петров              | „Полюси“ (муз. Александър Александров)       | Международен фестивал „Златният Орфей“                             | Слънчев бряг        |
| 1999   | II награда с Кристина Димитрова       | „Отлитащ миг“                                | Фестивал за забавна песен „Бургас и морето“                        | Бургас              |
| 1994   | II награда с Маргарита Хранова        | „Изгарящо чувство“ (муз. Огнян Георгиев)     | Международен фестивал „Златният Орфей“                             | Слънчев бряг        |
| 1988   | III награда с Петя Буюклиева          | „Добре дошъл“ (муз. Александър Бръзицов)     | Международен фестивал „Златният Орфей“                             | Слънчев бряг        |
| 1984   | Голямата награда                      | за изпълнител                                | Международен фестивал „Златният Орфей“                             | Слънчев бряг        |
| 1983   | II награда                            |                                              | Международен фестивал „Червеният карамфил“                         | Сочи, СССР          |
| 1983   | III награда                           |                                              | Международен фестивал „Интерталант“                                | Прага, Чехословакия |
| 1982   | I награда                             | за изпълнение на немска песен                | Международен фестивал „Шлагерфестивал“                             | Дрезден, · ГДР      |
| 1978   | III награда                           | „И всичко се повтаря“ (муз. Стефан Димитров) | Фестивал за забавна песен „Бургас, морето и неговите трудови хора“ | Бургас              |
| 1978   | I награда                             | „Интимно“                                    | IX „Младежки конкурс за забавна песен“                             | София               |

## Участия на фестивали и конкурси
| Година | Участие                           | Песен / Композитор                                   | Фестивал                                                           | Град / Държава           |
| ------ | --------------------------------- | ---------------------------------------------------- | ------------------------------------------------------------------ | ------------------------ |
| 2006   | с Кристина Димитрова              | „Милион и едно“ – муз Валентин Пензов)               | Радиоконкурс „Пролет“                                              | София                    |
| 1996   | с Кристина Димитрова              | „Колко ли пъти“ (муз. Росалин Наков)                 | Международен фестивал „Златният Орфей“                             | Слънчев бряг             |
| 1995   | с Маргарита Хранова               | „Изгарящо чувство“ (муз. Огнян Георгиев)             | Международен фестивал „Златният Орфей“                             | Слънчев бряг             |
| 1988   | с Петя Буюклиева                  | „Добре дошъл“ (муз. Александър Бръзицов)             | Международен фестивал „Златният Орфей“                             | Слънчев бряг             |
| 1988   |                                   | „Завръщане“ – муз Христо Ковачев)                    | Радиоконкурс „Пролет“                                              | София                    |
| 1987   | с Кристина Димитрова              | „Навярно до края“ – (муз. Вячеслав Кушев)            | Фестивал за забавна песен „Бургас, морето и неговите трудови хора“ | Бургас                   |
| 1985   |                                   |                                                      | Международен фестивал „Гала“                                       | Хавана, Куба             |
| 1985   |                                   | „Пътища обратни“ – (муз. Александър Бръзицов)        | Фестивал за забавна песен „Бургас, морето и неговите трудови хора“ | Бургас                   |
| 1984   |                                   |                                                      | Международен фестивал „Братиславска лира“                          | Братислава, Чехословакия |
| 1984   | с Кристина Димитрова              | „Направи един човек щастлив“ – (муз. Недко Трошанов) | Радиоконкурс „Пролет“                                              | София                    |
| 1983   | със Сузана Ерова и Нели Рангелова |                                                      | Международен фестивал                                              | Кнок, Белгия             |
| 1983   | с Кристина Димитрова              | „Сън“ – муз Димитър Пенев)                           | Радиоконкурс „Пролет“                                              | София                    |
| 1983   | с Камелия Тодорова                | „Запей ми, мамо“ (муз. Ангел Заберски)               | Международен фестивал „Златният Орфей“                             | Слънчев бряг             |
| 1983   |                                   | „Все още“ – муз Кристиян Бояджиев)                   | Радиоконкурс „Пролет“                                              | София                    |
| 1982   |                                   | „Прелюд“ – (муз. Константин Ташев)                   | Фестивал за забавна песен „Бургас, морето и неговите трудови хора“ | Бургас                   |
| 1981   | с Камелия Тодорова                | „Думите отлитат“ (муз. Александър Бръзицов)          | Международен фестивал „Златният Орфей“                             | Слънчев бряг             |
| 1980   |                                   | „Завръщане“ – (муз. Александър Бръзицов)             | Фестивал за забавна песен „Бургас, морето и неговите трудови хора“ | Бургас                   |
| 1979   | с Йовка Хаджиева                  | „Дай ми ръката си бяла“ (муз. Георги Тимев)          | Международен фестивал „Златният Орфей“                             | Слънчев бряг             |

## Дискография

### Студийни албуми
| Година | Албум                                                              | Вид     | Издател       | Каталожен номер |
| ------ | ------------------------------------------------------------------ | ------- | ------------- | --------------- |
| 2007   | „Златна колекция“ „Орлин Горанов и приятели“                       | CD      | Стефкос мюзик |                 |
| 2001   | „Мъжка песен“                                                      | МС и CD | Едита         |                 |
| 1993   | „Просто песен“                                                     | МС      | Балкантон     | ВТНС 7726       |
| 1990   | „Молба към света“ Орлин Горанов, Маргарита Хранова и Деян Неделчев | LP      | Балкантон     | ВТК 12523       |
| 1985   | „Орлин Горанов“                                                    | LP      | Балкантон     | ВТА 11584       |
| 1983   | „Към една жена“                                                    | LP      | Балкантон     | ВТА 11079       |

### Дуетни албуми с Кристина Димитрова
| Година | Албум               | Вид     | Издател         | Каталожен номер |
| ------ | ------------------- | ------- | --------------- | --------------- |
| 2000   | „Ти и аз“           | CD      | Милена рекърдс  | MR 20006 – 2    |
| 2001   | „Избрано“           | МС и CD | Ара Аудио-видео |                 |
| 1990   | „The best“          | CD      | Балкантон       | ADD 070082      |
| 1988   | „Да не губим време“ | LP      | Балкантон       | ВТА 12164       |
| 1986   | „Детски спомен“     | LP      | Балкантон       | ВТА 11727       |

### Сингли
| Година | Сингъл | Вид | Издател                                     | Каталожен номер |
| ------ | --- | --- | ------------------------------------------- | --------------- |
| 2006   | „Орлин Горанов и приятели – Химн на Кирил и Методий“ | CD  | Министерство на труда и социалната политика |                 |
| 2004   | „Мила Родино“ Национален Филхармоничен оркестър, Национален филхармоничен хор „Светослав Обретенов“ и солисти: Райна Кабаиванска, Никола Гюзелев, Роберта, Орлин Горанов | CD  | Богарт мюзик                                |                 |
| 1999   | „Коледа е пак“ Орлин Горанов, Блек пепърс с Атанас Сребрев и Еделина Кънева                                                                                              | CD  | Съншайн рекърдс                             | MCD – SR 6303   |
| 1996   | „Атланта“ Маргарита Хранова, Ивелина Балчева, Деян Неделчев и Орлин Горанов                                                                                              | МС  | Балкантон                                   |                 |
| 1983   | „Елегия“ | SP  | Балкантон                                   | ВТА 12478       |
| 1983   | „Градът на черното злато“ | SP  | Балкантон                                   | ВТК 3761        |
| 1982   | „Орлин Горанов“ „Светът е за двама“ / „Просто песен“ | SP  | Балкантон                                   | ВТК 3681        |
| 1979   | „IX Младежки фестивал за забавна песен 78“ Орлин Горанов „Интимно“ / Ани Върбанова – „Кръстопът“                                                                         | SP  | Балкантон                                   | ВТК 3514        |

## Филмография
| Година | Филми            | Серии | Копродукции                                                        | Роля        |
| ------ | ---------------- | ----- | ------------------------------------------------------------------ | ----------- |
| 2010   | Мисия Лондон     |       | България / Великобритания / Унгария / Македония / Швеция / Австрия | президентът |
| 1991   | Бащата на яйцето | 4     | България / Алжир                                                   |             |

## Турнета
Осъществява концертни турнета в СССР, ГДР, Австрия, Италия, Испания, Унгария, Чехословакия и др.